# Mesochorus monacensis
Mesochorus monacensis är en stekelart som beskrevs av Schwenke 1999. Mesochorus monacensis ingår i släktet Mesochorus och familjen brokparasitsteklar. Inga underarter finns listade i Catalogue of Life.